# Mount Davidson
Mount Davidson är ett berg i Antarktis. Det ligger i Östantarktis. Nya Zeeland gör anspråk på området. Toppen på Mount Davidson är 1 560 meter över havet.
Terrängen runt Mount Davidson är huvudsakligen lite bergig. Trakten är obefolkad. Det finns inga samhällen i närheten.